# Энно III
Энно III (нем. Enno III, в.-фриз. Enno III; 30 сентября 1563, Аурих, графство Остфрисланд — 19 августа 1625, крепость Лерорт, графство Остфрисланд) — граф Остфрисланда с 1599 по 1625 год; представитель дома Кирксена . Последний остфрисландский правитель, при котором восточнофризский язык имел статус государственного.

## Биография
Энно родился 30 сентября 1563 года в Аурихе, в графстве Остфрисланд. Он был первым сыном остфрисландского графа Эдцарда II и его супруги, графини Катарины, урождённой принцессы Шведской из дома Васа. По материнской линии приходился внуком шведскому королю Густаву I.
После пресечения мужской линии графов Ритбергов из дома Ритбергов, между ними и графами Остфрисланда было заключено соглашение о династическом браке Энно III, графа Остфрисланда и Вальбурги Ритбергской. Он наследовал отцу в 1599 году. В 1600 году им был подписан Берумский договор, по которому дому Криксена отошёл Харлингерланд, с 1540 года связанный личной унией с домом Ритбергов. Таким образом Энно восстановил над этой территорией суверенитет графов Остфрисланда, утраченный его дедом Энно II.
Вначале граф хотел договориться с сословиями, и даже сумел договориться с жителями города Эмден, заключив с ними Эмденский конкордат. Но как только он увеличил налоги, чтобы пополнить пустую казну государства, мир снова был нарушен. В 1602 году Энно осадил Эмден, но безуспешно. Город обратился за поддержкой к Республике Соединенных провинций, которая в том же году разместила в городе постоянный военный гарнизон. 8 апреля 1603 года граф подписал Гаагский договор, по которому соглашался на присутствие в Эмдене нидерландского военного гарнизона и должен был взять на себя его содержание. В 1609 году конфликт разгорелся вновь. В том же году был похищен личный архив Энно. Ополчение Эмдена одержало победу над войском графа в битве при Гретзиле и некоторое время удерживало его резиденцию в Аурихе. В 1611 году нидерландцы заняли крепость Лерорт. 21 мая 1611 года Энно подтвердил права остфрисландских сословий, подписав Остерхузенское соглашение, которым ограничил суверенитет графа Остфрисланда в пользу остфрисландских сословий и легитимировал гарнизон нидерландцев в Лерорте.
Во время Тридцатилетней войны нидерландская часть Остфрисланда использовалась конфликтовавшими сторонами для зимовок. С 1622 по 1624 год на территории графства хозяйничали партизаны во главе с Эрнстом фон Мансфельдом. Энно оказался блокированным ими в крепости Эзенс. Партизаны ограбили графа, отобрав у него триста тысяч талеров, которые он получил по Берумскому договору. В довершение ко всем несчастьям, постигшим графа, в 1625 году перед Великим постом произошло страшное наводнение. Энно III умер в том же году 19 августа в крепости Лерорт.

### Брак и потомство
В первом браке от 29 января 1581 года Энно III и Вальбурги Ритбергской (1557 — 26.5.1586), дочери Иоганна II, графа Ритберга, владельца Эзенса, Штедесдорфа, Виттмунда и Агнессы, урождённой графини фон Бентхайм-Штайнфурт, родились трое детей:
- Сабина Катарина (11.8.1582 — 31.5.1618), принцесса Остфрисландская, 4 марта 1601 года сочеталась браком с дядей, Иоганном III (1566 — 29.9.1625), графом Остфрисланда;
- Агнесса (1.1.1584 — 28.2.1616), принцесса Остфрисландская, 15 августа 1603 года сочеталась браком с Гундакаром (30.1.1580 — 5.8.1658), князем Лихтенштейна;
- Иоганн Эдцард (10.5.1586 — 20.5.1586), принц Остфрисландский, умер вскоре после рождения.

Графиня Вальбурга умерла спустя несколько дней после родов и смерти новорождённого сына. Появились слухи, что она была отравлена. Штин Эскен сожгли за это на костре.
Во втором браке от 28 января 1598 года Энно III и Анны Гольштейн-Готторпской (27.2.1575 — 24.4.1625), дочери Адольфа, герцога Гольштейн-Готторпа и Кристины, урождённой принцессы Гессенской, родились пятеро детей:
- Эдцард Густав (15.4.1599 — 18/19.4.1612), принц Остфрисландский, умер в отроческом возрасте;
- Анна Мария (23.6.1601 — 4.9.1634), принцесса Остфрисландская, 4 сентября 1622 года сочеталась браком с герцогом Адольфом Фридрихом I Мекленбург-Шверинским;
- Рудольф Кристиан (25.6.1602 — 17.6.1628), принц Остфрисландский, с 1625 года граф Остфрисланда под именем Рудольфа Кристиана;
- Ульрих II (16.7.1605 — 11.1.1648), принц Остфрисландский, с 1628 года граф Остфрисланда под именем Ульриха II, 5 марта 1631 года сочетался браком с Юлианой Гессен-Дармштадтской;
- Кристина София (26.9.1609 — 20.3.1658), принцесса Остфрисландская, 2 июня 1632 года сочеталась браком Филиппом III (26.12.1581 — 28.4.1643), ландграфом Гессен-Буцбаха.